# قایق
قایِق گونه‌ای از شناورها است.

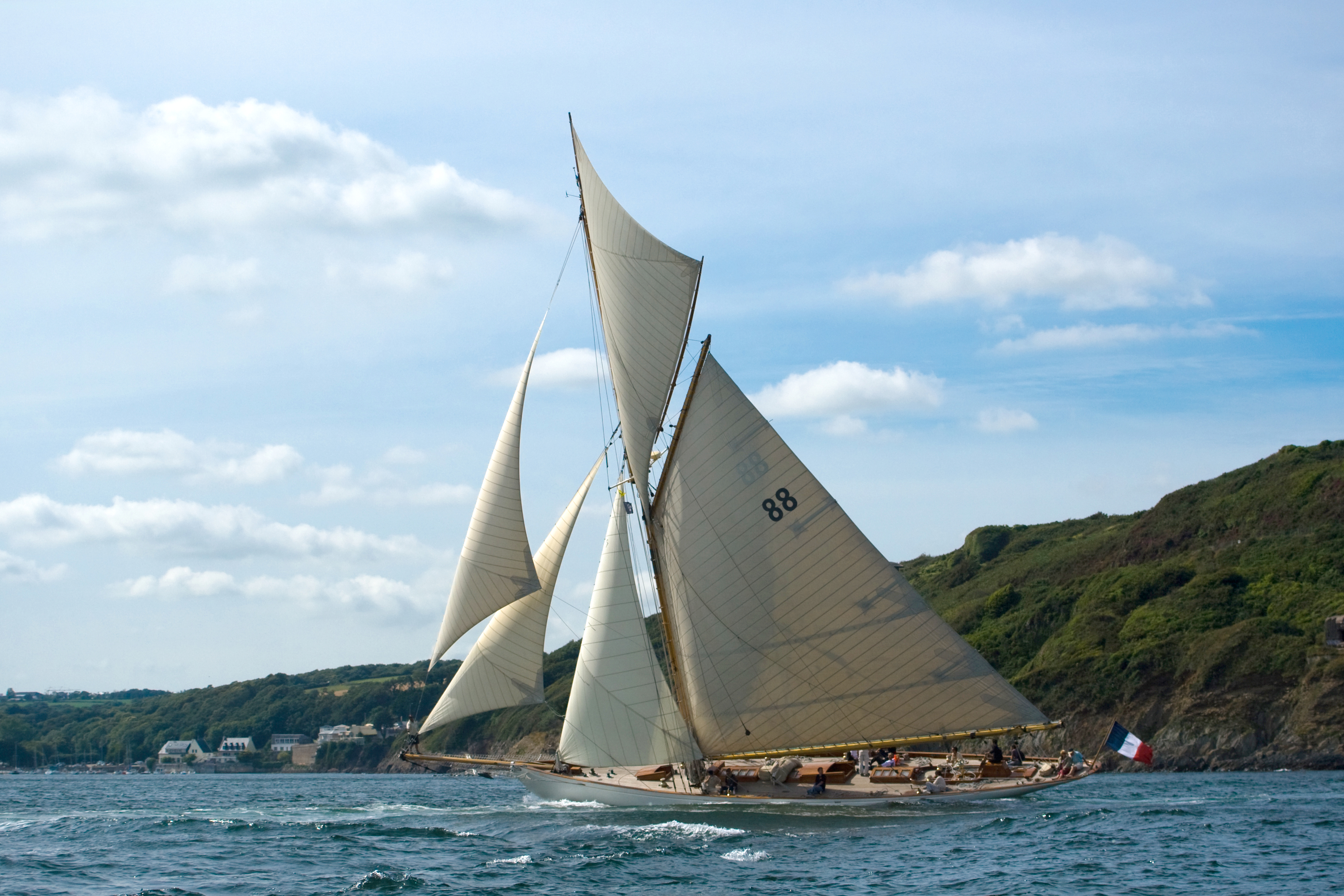
مون‌بیم از قایق‌های طراحی شده توسط ویلیام فیف - ۱۹۰۳ میلادی

قایق معمولاً از کشتی کوچک‌تر است. برپایه یکی از تعریف‌ها، قایق شناوری است که قابل حمل توسط کشتی باشد.
قایق در اصل تشکیل شده از یک ساختار شناوری به نام بدنه و یک ساختار پیش‌رانش، گاه برای آن عرشه‌ای هم می‌سازند.
پیش‌رانش قایق می‌تواند به‌وسیله پارو، بادبان، پدال، چرخ‌پره‌های بخار یا موتور باشد.

## گونه‌های قایق

قایق‌های گالیسیا.

- بلم
- توتن بافی
- جت‌اسکی
- جُنگ
- زورق
- فلوکه
- قایق آتش‌نشانی
- قایق بادبانی
- قایق بادی
- قایق باله‌دار
- قایق پاروئی
- قایق تفریحی
- قایق ته‌پهن
- قایق زنبیلی
- قایق سه‌بادبانه
- قایق شکار نهنگ
- قایق ماهیگیری
- قایق موتوری
- قایق نجات
- قایق یخ
- گوندولا (بلم ایتالیایی)
- لنج
- ناوچه
- هواناو
- کانو
- کرجی
- کلک
- سنبوک
- غنچه
- بغله
- دهو
- بطیل
- ناکوآ
- محیله
- قفه
- بگاره
- شویی
- بوم
- ماشوه
- جالبوت
- هوری
- لوتکا

## نگارخانه

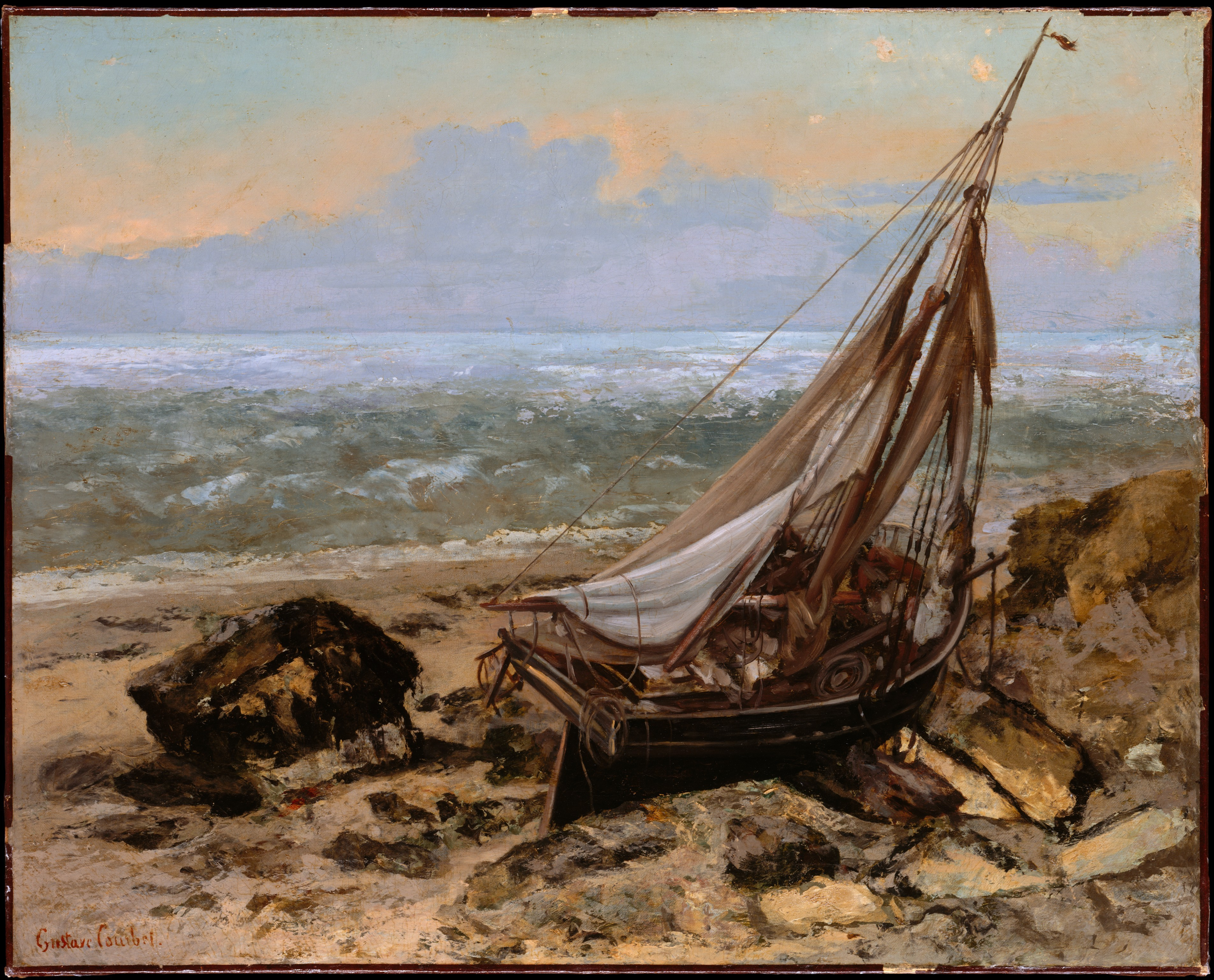
قایق ماهیگیری اثر گوستاو کوربه
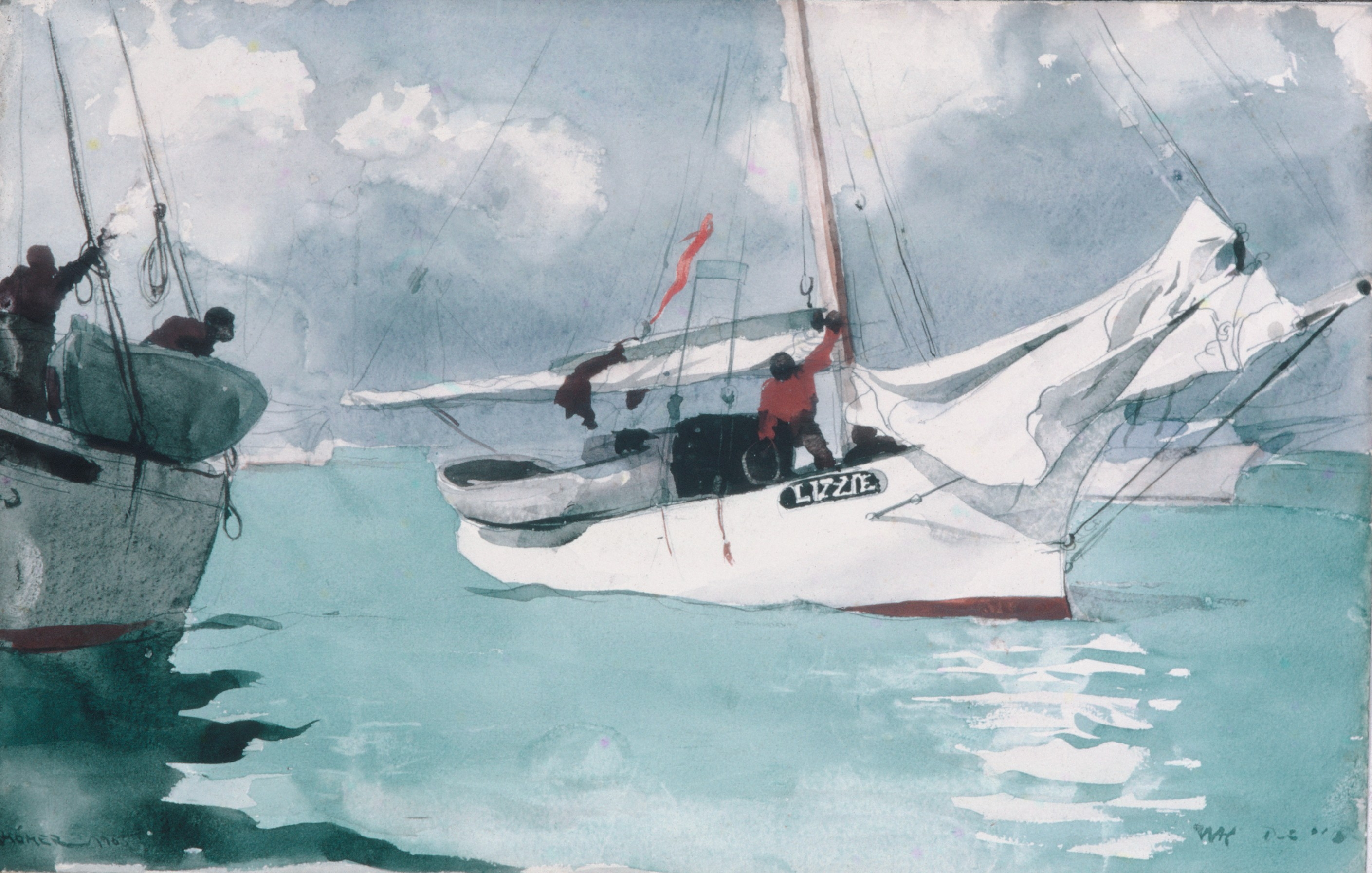
قایق‌های ماهیگیری، کی وست اثر وینسلو هومر